# Herminia fusca
Herminia fusca är en fjärilsart som beskrevs av George Francis Hampson 1895. Herminia fusca ingår i släktet Herminia och familjen nattflyn. Inga underarter finns listade i Catalogue of Life.